# Desa Sumberagung (administrativ by i Indonesien, Jawa Timur, lat -7,85, long 112,39)
Desa Sumberagung är en administrativ by i Indonesien.   Den ligger i provinsen Jawa Timur, i den västra delen av landet, 600 km öster om huvudstaden Jakarta. Desa Sumberagung ligger vid sjön Waduk Selorejo.